# 1587
1587 (MDLXXXVII) je bilo navadno leto, ki se je po gregorijanskem koledarju začelo na četrtek, po 10 dni počasnejšem julijanskem koledarju pa na nedeljo.

## Dogodki
- 1. januar

## Rojstva
- 8. januar - Johannes Fabricij, nizozemski astronom († 1616)
- 22. oktober - Joachim Jungius, nemški matematik in filozof († 1657)

## Smrti
- 17. maj - Gotthard Kettler, zadnji mojster Livonskega reda (* 1517)